# Borki (powiat siedlecki)
Borki – wieś w Polsce położona w województwie mazowieckim, w powiecie siedleckim, w gminie Wodynie. Ma status sołectwa. Leży nad rzeką Świder.
| SIMC    | Nazwa     | Rodzaj    |
| ------- | --------- | --------- |
| 0694681 | Tule      | część wsi |
| 1056209 | Zamłynie  | część wsi |
| 0694698 | Zastróżka | część wsi |

Wierni Kościoła rzymskokatolickiego należą do parafii Nawiedzenia Najświętszej Maryi Panny w Seroczynie. Znajduje się tu także się jedna kapliczka i trzy krzyże. We wsi jest jeden sklep, młyn, stawy. Miejscowość rozwija się w kierunku agroturystyki.
Sąsiadują z nią wsie: Strachomin, Seroczyn, Łukówiec, Jedlina i Łomnica
W miejscowości działa założona w 1945 roku jednostka ochotniczej straży pożarnej. Jest to jednostka typu M, czyli nie posiadająca samochodu, a jedynie motopompę wożoną na pojeździe zastępczym.
Wieś szlachecka Borek położona była w drugiej połowie XVI wieku w powiecie garwolińskim  ziemi czerskiej województwa mazowieckiego. W latach 1975–1998 miejscowość należała administracyjnie do województwa siedleckiego.

## Linki mzewnętrzne
- Borki 2(16), [w:] Słownik geograficzny Królestwa Polskiego, t. I: Aa – Dereneczna, Warszawa 1880, s. 311.